# Pâté chaud
Le pâté chaud ou bánh patê sô est une pâte feuilletée salée vietnamienne. La pâte est composée d'une couche légère et d'un extérieur feuilleté avec une garniture de viande. Traditionnellement, la garniture est composée de porc haché, mais cette viande est souvent remplacée par du poulet ou du bœuf. Cette pâte est d'inspiration française, mais elle est couramment vendue dans les boulangeries du Viêt Nam et de la diaspora, un peu comme le pâté haïtien.

## Étymologie
Le nom masculin français « pâté » en combinaison avec « chaud » était le nom de la « tarte chaude » dans l'Indochine française. C'était le même usage qu'en France à l'époque ; par exemple, Urbain Dubois (1818-1901), dans son ouvrage La Cuisine classique de 1868, décrit le « pâté-chaud à la marinière » comme une tourte à la viande moulée. Cependant, cette formulation est aujourd'hui obsolète en français moderne où une tarte est simplement désignée par le terme tarte, et où pâté signifie simplement « mélange de viande finement hachée, ». Cependant, la traduction la plus appropriée pour le bánh patê sô vietnamien serait « pâté en croûte ».
Dans le Lyonnais et le Forez, le pâté chaud est composé de quenelles accompagnées de champignons et d'olives dans une sauce tomate. Ce mets est souvent proposé comme plat à emporter par les boulangers-pâtissiers. Il est proposé parfois en garniture des vols-au-vent.[réf. nécessaire]